# Diga di Kadıköy
La diga di Kadıköy è una diga della Turchia. Si trova nella provincia di Edirne.